# أصلي سومان
أصلي سومان هي ممثلة وعارضة أزياء تركية ولدت في (19 سبتمبر 1994)، حصلت على لقب ملكة جمال تركيا عام 2017 .

## الحياة الشخصية
ولدت أصلي في مرسين، لديها أخ واحد هو أورهان سومان، درست أصلي في جامعة الشرق الأوسط التقنية قسم إدارة الأعمال.

## أعمالها
كان أول أعمالها مسلسل لعبة الحظ
شاركت بعدها في مسلسل «عندما يحب الرجل»
ثم مسلسل «إبتسم لقدرك».

## روابط خارجية
أصلي سومان صفحتها على موقع قاعدة بيانات الأفلام على الإنترنت